# 科拉挪威人
科拉挪威人，是俄羅斯帝國時期移民到摩爾曼斯克海岸科拉半島的挪威定居者的後裔。

## 在俄羅斯帝國
1860年，沙皇亞歷山大二世頒布了一項法令，授予挪威人在摩爾曼斯克海岸定居的權利，他們被那裡豐富的自由土地所吸引，用於捕魚和狩獵，他們中的大多數位於雷巴奇半島的齊普納沃洛克和瓦達古巴村。到1917年，共有1000多名挪威人居住在科拉半島。他們中的一些人在十月革命後立即返回挪威。

## 蘇聯時期
1930年，科拉挪威人創建了第一個漁業合作社“北極星”（挪威語:Polarstjernen）。從1930年到1938年，挪威人遭受了政治鎮壓，在這些年裡，有15人被槍殺，25 人最終被關進了集中營。
1940年6月23日，內務人民委員會下令摩爾曼斯克州，包括整個科拉半島，清除“外國人”。結果，整個挪威族人口被驅逐到卡累利阿-芬蘭蘇維埃社會主義共和國重新安置。不久，由於1941年芬蘭入侵蘇聯造成的壓力(继续战争)，他們也不得不從那裡搬走。1942年春，很大一部分人死於饑餓和營養不良。
儘管許多人曾加入紅軍，第二次世界大戰結束後，他們不被允許返回科拉半島的家園。許多孩子在成長過程中沒有學會說挪威語。

## 最近
1992年後，一些原始挪威定居者的後裔開始強調他們的家庭背景，儘管只有少數人能夠保持對挪威語瓦爾多方言的生疏知識。有些人現在已經移民到挪威。挪威移民法中有一些特別規定，可以簡化這一過程，儘管一般不如實行“返回權”的其他國家的規定那麼寬容。到2004年，大約有200名挪威科拉人定居在挪威。
2007年弗拉基米爾港村被地區當局正式廢除，因為無人居住和廢棄。在2010年俄羅斯人口普查中，在全俄羅斯只有98人被登記為挪威人。